# Michael Olowokandi
Michael Olowokandi (Lagos, 3 de abril de 1975) é um ex-jogador nigeriano de basquete profissional que atuou na  National Basketball Association (NBA). Foi o número 1 do Draft de 1998.